# The Irregular at Magic High School
The Irregular at Magic High School (яп. 魔法科高校の劣等生 Махо:ка ко:ко: но рэтто:сэй, букв. «Посредственный ученик магической старшей школы») — японская серия ранобэ, написанная Цутому Сато. С 2008 по 2011 год истории публиковались на сайте Shōsetsuka ni Narō, но позже Сато заключил договор с Dengeki Bunko, и с июля 2011 года они начали выходить в формате ранобэ с иллюстрациями Каны Исиды. История была завершена с выходом 32 тома 10 сентября 2020 года.
В 2013 году каждая сюжетная арка получила свою адаптацию в виде манги. Они создавались разными художниками и выпускались разными издательствами. В этом же году была анонсирована аниме-адаптация. Сериал был создан студией Madhouse и транслировался с апреля по сентябрь 2014 года. Полнометражный аниме-фильм на основе оригинального сюжета Сато был снят и выпущен в Японии 17 июня 2017 года. Второй сезон аниме был создан студией Eight Bit, его трансляция началась 4 октября 2020 года.
В 2020 году начал выходить сиквел ранобэ Sequel – The Irregular At Magic High School Magian Company (яп.  Zoku Mahouka Koukou no Rettousei Magian Company). Действие истории разворачивается сразу после завершения 32 тома и выпуска Тацуи и его друзей из школы. А в 2021 году должен начать печататься спин-офф сиквел New – The Irregular at Magic High School Maidens of Cygnus (яп.  Shin – Mahouka Koukou no Rettousei Cygnus no Otome-tachi).

## Сюжет
В альтернативной истории в XXI веке магия была признана новой ветвью технологии. Вместо того чтобы использовать традиционные формы колдовства в виде заклинаний, маги используют специальные вспомогательные устройства, более известные как «CAD» (англ. Casting Assistant Device). Маги посылают в «CAD» псионовые частицы, а сам «CAD» обеспечивает последовательность активации, которая затем используется для применения магии. В то же время способности к использованию магии определяются генетикой человека, что ограничивает количество магов по всему миру. В результате глобального похолодания, приведшего к Третьей мировой войне, в мире сформировалось четыре сверхдержавы: Соединённые Штаты Северной Америки (СШСА), Новый Советский Союз, Великий Азиатский альянс и Япония. В Японии во главе магов стоят десять великих кланов, а все обладатели магических способностей должны обучаться в одной из девяти магических школ и в будущем выбрать профессию, связанную с магией.
История разворачивается в 2095 году. Тацуя Сиба является телохранителем своей сестры Миюки — одной из возможных наследниц клана Ёцуба. Скрывая свою связь с одним из десяти кланов, они поступают в «Первую старшую школу». Ученики в ней распределяются в соответствии с их результатами тестов: ученики с лучшими результатами зачисляются на первый курс учебной программы, в то время как те, у кого низкие баллы, зачисляются на второй курс. Миюки на вступительных экзаменах показывает отличные результаты, и её зачисляют на первый курс, в то время как Тацуя поступает на второй в связи с низкими баллами по практическим тестам, несмотря на самые высокие баллы в теоретической части экзаменов. Боевые навыки Тацуи и его знания техники сразу выделяют его среди сверстников и делают его примером ученика, чья сила не может быть оценена стандартными тестами.
Миюки сразу же оказывается зачислена в студсовет, а Тацуя — в дисциплинарный комитет. На фоне противостояния учеников первого и второго курсов школа оказывается под атакой антимагической террористической организации «Бланш». Благодаря Тацуе и другим ученикам атака оказывается отражена. Вскоре после этого проходит турнир девяти школ, в ходе которого «Первую старшую школу» делает своей целью криминальный синдикат «Безголовый дракон». Вместе с другими героями брат и сестра Сиба оказываются в центре многих последовавших событий, влияющих на ход мировой истории: Иокогамском инциденте, когда Великий Азиатский альянс совершает атаку на Японию, но это оборачивается «Выжженным Хэллоуином» — использованием Тацуи магии «взрыва материи», приведший к уничтожению целого порта; инциденте с паразитами — энергетическими существами, проникшими в мир из другого измерения; антимагических восстаниях и многих других, заставляющих весь мир — как врагов, так и союзников — опасаться магии Тацуи и считать его угрозой. Миюки объявляют официальной наследницей клана Ёцуба, а Тацую — её женихом. В то же время Тацуя занимается исследованиями и разрабатывает множество новых технологий, включая считавшуюся невозможной магию полета и новый — магический — источник энергии.

## Персонажи
- Тацуя Сиба (яп. 司波 達也 Сиба Тацуя, сэйю: Юити Накамура) — главный герой истории, ученик второго курса «Первой магической школы» сын Мии Ёцуба и Тацуро СибыLN 3.2 и брат Миюки Сиба. Из-за Майи Ёцубы, его тёти и нынешней главы клана Ёцуба, он был рождён с уникальной магией, позволяющей разлагать, восстанавливать и взрывать материюLN 16.6. Из-за страха перед этими навыками главы Ёцубы думали о его убийстве, но в результате была создана Миюки, которая должна была стать сдерживающей печатью для его сил, а его эмоции были заглушены так, чтобы сохранилась только любовь к сестре. Кроме того, он был назначен стражем Миюки, чтобы привить ему преданность сестреLN 16.6. За три года до событий произведения на Окинаве Тацуя вместе с семьёй оказались в центре нападения Великого Азиатского альянса на Японию. С помощью «Восстановления» Тацуя лечил союзников, а «Разложение» позволяло ему сражать врагов. Это навело ужас на противников и дало ему прозвище «Махешвара». После этого Тацуя под именем «Рюи Огуро» стал особым офицером отдельного магического батальона 101 под началом майора Кадзамы Харунобу, а также одним из немногих в мире стратегических магов — волшебников, способных применять мощнейшую магию стратегического значенияLN 8.7.

В какой-то момент заинтересовался магической инженерией и разработал систему циклического вызова заклинаний, поступившую в продажу через компанию его клана Four Leaves Technology. Из-за невозможности из-за возраста оформить патент на свое настоящее имя использует псевдоним Таурус СильверLN 3.2. Вместе с другими учеными компании позже создал множество других революционных открытий, таких как «невозможную» магию полета или магический источник энергии.
- Миюки Сиба (яп. 司波 深雪 Сиба Миюки, сэйю: Саори Хаями) — младшая сестра Тацуи, ученица первого потока, «принцесса Ёцубы». Считается одной из сильнейших магов в мире, первый кандидат на место наследника главы клана Ёцуба. Специализируется на замораживающей магии. В то же время половина её способностей занята сдерживанием магии Тацуи. До Окинавы относилась к Тацуе прохладно, как и другие члены клана, но после того, как он её спас, стала безумно предана ему. Её чувства развились до того, что ей неприятны все остальные мужчиныLN 11.15. Генетически отличается от Тацуи, хотя оба рождены от одних родителей. Миюки признаётся ему в любви после того, как они оказываются помолвлены по приказу своей тётиLN 16.6.

В опросах Kono Light Novel ga Sugoi! Тацуя и Миюки занимают места одних из самых популярных персонажей в ранобэ.

### Первая старшая школа
- Леонхард «Лео» Сайдзё (яп. 西城 レオンハルト Сайдзё: Рэонхаруто, сэйю: Такума Тэрасима) — одноклассник и друг Тацуи, специализирующийся на магии укрепления. Внук одного из модифицированных волшебников серии «Крепость», большинство из которых погибли из-за нестабильности серии. Так как он унаследовал способности деда, то опасается того, что унаследовал и возможные недостатки серииLN 3.4.
- Эрика Тиба (яп. 千葉 エリカ Тиба Эрика, сэйю: Юми Утияма) — одноклассница и подруга Тацуи, внебрачная дочь главы семьи Тиба. Энергичная и бойкая девушка. Одна из сильнейших мечников своего кланаLN 7.11. Использует магию для зачарования меча и усиления боевых навыков.
- Мидзуки Сибата (яп. 柴田 美月 Сибата Мидзуки, сэйю: Сатоми Сато) — тихая и скромная одноклассница и подруга Тацуи, обладает «кристальными глазами», позволяющими видеть магические частицы, невидимые для большинства людейLN 3.3. Эта способность ментально изматывает, так что она носит очки, которые ограничивают её.
- Микихико Ёсида (яп. 吉田 幹比古 Ёсида Микихико, сэйю: Ацуси Тамару) — гений из клана Ёсида, специализирующегося на древней магии призыва духов. На вступительных экзаменах в теории занял третьем место после Тацуи и Миюки. За год до поступления в школу из-за ошибки в ритуале призыва потерял уверенность в своих способностях. Со временем под влиянием Тацуи и других одноклассников снова становится увереннее в себе и сильнее.
- Хонока Мицуи (яп. 光井 ほのか Мицуи Хонока, сэйю: Сора Амамия) — одноклассница Миюки, потомок вымершей группы магов, известной как «Элементы»LN 6.7. «Элементы» специализировались на магии одного из шести элементов и обладали генетически врождённой преданностью. Элемент Хоноки — свет, а её преданность принадлежит Тацуе.
- Сидзуку Китаяма (яп. 北山 雫 Китаяма Сидзуку, сэйю: Юико Тацуми) — одноклассница и лучшая подруга Хоноки, дочь безумно богатой семьиLN 4.1. Ведёт себя зрело и учтиво, редко демонстрируя свои чувства. Специализируется на магии колебаний.
- Минами Сакураи (яп. 桜井 水波 Сакураи Минами) — племянница Хонами Сакураи, стража Мии ЁцубыLN 12.1. И Минами, и Хонами были созданы искусственно кланом Ёцуба, чтобы служить клану телохранителями. Специализируется на магии барьеров. Выступает в роли служанки и второго телохранителя МиюкиLN 12.1.
- Маюми Саэгуса (яп. 七草 真由美 Саэгуса Маюми, сэйю: Кана Ханадзава) — глава студсовета во время первого года обучения Сибы в школе,LN 1.2 член одного из десяти кланов. Кроме того, она талантливый снайпер. После её выпуска в «Первую старшую школу» поступили её сёстры-близняшки Касуми и Идзуми Саэгуса.LN 12.6
- Мари Ватанабэ (яп. 渡辺 摩利 Ватанабэ Мари, сэйю: Марина Иноуэ) — глава дисциплинарного комитета во время первого года обучения Сибы в школе.LN 1.2 Училась боевым искусствам у семьи Тиба. Обычно дерзкая и бойкая, но становится женственной рядом со своим парнем Наоцугу Тиба (яп. 千葉 修次 Тиба Наоцугу), являющимся братом Эрики.LN 4.10
- Кацуто Дзюмондзи (яп. 十文字 克人 Дзю:мондзи Кацуто, сэйю: Дзюнъити Сувабэ) — наследник одного из десяти кланов — Дзюмондзи, во время первого года обучения Сибы занимал пост главы клубного комитета.LN 2.6 Он унаследовал магию своей семьи — «Фалангу», непробиваемый барьер, используемый как для защиты, так и в нападении.LN 4.12
- Адзуса Накадзё (яп. 中条 あずさ Накадзё: Адзуса, сэйю: Саки Огасавара) — изначально секретарь, а позже глава студсовета. Увлекается магической инженерией и подозревает, что Тацуя и есть Таурус Сильвер. Владеет уникальной магией, позволяющей успокаивать людей.LN 7.10

### Другие
- Масаки Итидзё (яп. 一条 将輝 Итидзё: Масаки, сэйю: Ёсицугу Мацуока) — ровесник Тацуи и Миюки, ученик «Третьей старшей школы», наследник одного из десяти кланов — Итидзё.LN 3.4 Получил прозвище «Багровый принц» после того, как еще до поступления в школу оказался на поле боя против войск Нового Советского союза. Его уникальная магия позволяет ему мгновенно испарять всю воду в живом организме, что приводит к взрыву цели. Часто замечен в компании своего друга Синкуро Китидзёдзи (яп. 吉祥寺 真紅郎 Китидзё:дзи Синкуро:, сэйю: Аюму Мурасэ), известного открытием одной из шестнадцати основных кодовых последовательностей магии,LN 3.4 а также прославившегося своим стратегическим мышлением и получившим прозвище «Кардинал Джордж». После проигрыша команде Тацуи в соревновании «Код монолита» в ходе турнира девяти школ оба стараются стать сильнее, чтобы превзойти его.LN 5.4
- Якумо Коконоэ (яп. 九重 八雲 Коконоэ Якумо, сэйю: Рётаро Окиаю) — мастер ниндзюцу, одной из старых форм магии.LN 1.2 Держится в стороне от политики магов, в основном занимаясь обучением своих учеников и сбором различной информации.
- Анжелина «Лина» Кудо Шилдс (яп. アンジェリーナ＝クドウ＝シールズ Андзэри:на Кудо: Си:рудзу, сэйю: Ёко Хикаса) — ученица по обмену из Америки, на деле глава специального магического подразделения армии СШСА Stars.LN 7.1 Как одна из тринадцати известных стратегических магов мира известна под именем «Анжи Сириус».
- Чжоу Гунцзинь (яп. 周 公瑾 Сю: Ко:кин, сэйю: Кодзи Юса) — посредник, организовавший большинство крупных конфликтов в произведении. Он является частью неизвестной организации, возглавляемой Дзидо Хэйгу (яп. ジード・ヘイグ Дзи:до Хэйгу), желающим уничтожить Ёцубу.

## Медиа

### Ранобэ
Цутому Сато публиковал историю на сайте Shōsetsuka ni Narō с 12 октября 2008 года по 21 марта 2011. Однажды в это время он отправил под псевдонимом другую работу в издательство Dengeki Bunko.LN 1.AСеттинг этого произведения был в некотором плане схож с The Irregular at Magic High School, что позволило редактору вычислить, кто скрывался под псевдонимом, и предложить ему публикацию.LN 1.A 11 марта 2011 года автор объявил о том, что его работа будет опубликована в виде ранобэ под импринтом Dengeki Bunko. Он выразил сожаления по поводу того, что теперь история перестанет быть бесплатной, но указал на свои финансовые обстоятельства, как на причину такого шага.LN 1.A Иллюстрации для ранобэ были сделаны Каной Исидой. В первый том не удалось вместить первую сюжетную арку, так что чтобы не урезать текст по сравнению с онлайн-версией, арка была выпущена в двух томах.LN 2.A
В июне 2020 года стало известно, что ранобэ завершится на 32 томе, вышедшем 10 сентября 2020 года.
С 10 августа 2018 года по 27 декабря 2019 года автор также публиковал на своем сайте спин-офф историю «Посредственный ученик магической старшей школы: План убийства Тацуи Сиба» (яп.  Махо:ка ко:ко: но рэтто:сэй Сиба Тацуя ансацу кэйкаку, The Irregular at Magic High School: Tatsuya Shiba Assassination Plot). Главы этой истории также выходили в журнале Dengeki Bunko и были изданы в виде 3 томов. Сюжет представляет нового персонажа — Юки Хасибами, убийцу магов, бросившую вызов Тацуе.
В июле 2020 года были впрочем анонсированы прямой сиквел истории и новый спин-офф. Sequel – The Irregular At Magic High School Magian Company (яп.  Zoku Mahouka Koukou no Rettousei Magian Company) вышел 10 октября 2020 года. Действие истории разворачивается сразу после завершения 32 тома и выпуска Тацуи и его друзей из школы. Зимой 2021 года должен начать печататься и спин-офф New – The Irregular at Magic High School Maidens of Cygnus (яп.  Shin – Mahouka Koukou no Rettousei Cygnus no Otome-tachi).
Список томов
| № | Дата публикации  | ISBN                   |
| --- | ---------------- | ---------------------- |
| 1 | 10 июля 2011     | ISBN 978-4-04-870597-4 |
| Арка поступления (I) (яп. 入学編 〈上〉 ню:гаку-хэн (дзё:), Enrollment Arc (I)) Тацуя и Миюки Сиба поступают в «Первую старшую школу», одну из девяти магических школ Японии. В школе всех учеников делят на курсы в зависимости от их магических способностей. Миюки считают гением на первом курсе и сразу приглашают в студенческий совет, тогда как Тацуя сталкивается с предубеждением и пренебрежением вместе со своими одноклассниками из второго курса. Драка между представителями первого курса раскрывает способность Тацуи предсказывать магию до того, как она будет использована, что приводит к тому, что его принимает в свои ряды дисциплинарный комитет с подсказки Миюки. Защищая честь Миюки, Тацуя демонстрирует свои боевые способности студсовету. Вскоре после этого он вмешивается в конфликт между клубами кэндо и кэндзюцу и справляется с последним в основном с помощью боевых искусств. |                  |                        |
| 2 | 10 августа 2011  | ISBN 978-4-04-870598-1 |
| Арка поступления (II) (яп. 入学編 〈下〉 ню:гаку-хэн (гэ), Enrollment Arc (II)) Тацуя привлекает внимание анти-магической организации «Бланш», решающую попытаться рекрутировать его через одноклассницу Саяку Мибу. После отказа Тацуи «Бланш» проникает в школу, чтобы украсть хранящиеся в ней результаты исследований. Тацуя вместе с друзьями останавливает их и в ответ атакует их штаб-квартиру. Узнав, что глава «Бланш» использовал контроль разума на Саяке и других учениках, Тацуя доказывает их невиновность во всех преступлениях. |                  |                        |
| 3 | 10 ноября 2011   | ISBN 978-4-04-870998-9 |
| Арка турнира девяти школ (I) (яп. 九校戦編〈上〉 кю:ко:сэн-хэн (дзё), Nine School Competition Arc (I)) Турнир девяти школ — это национальное спортивное событие в Японии, где сталкиваются ученики девяти магических школ страны. Миюки становится одной из участниц от своей школы, тогда как Тацуя с неохотой соглашается на позицию инженера команды. В ходе соревнования международный криминальный синдикат «Безголовый дракон» несколько раз пытается вмешаться в проведение турнира, стремясь подорвать выступления «Первой старшей школы», что приводит к травмам одной из участниц — Мари Ватанабэ. Так как Миюки приходится занять её место, Тацуя привлекает своих друзей, чтобы исследовать произошедшее. |                  |                        |
| 4 | 10 декабря 2011  | ISBN 978-4-04-870999-6 |
| Арка турнира девяти школ (II) (яп. 九校戦編〈下〉 кю:ко:сэн-хэн (гэ), Nine School Competition Arc (II)) Становится известно, что «Безголовый дракон» заинтересован в проигрыше «Первой старшей школы» из-за сделанных на турнир ставок. Тацуя, Леонхард Сайдзё и Микихико Ёсида выходят на замену изначальной команде в дисциплине «Код монолита» среди новичков и занимают в ней первое место. Поймав одного из членов синдиката за попыткой повредить CAD Миюки, Тацуя в ответ убивает всех членов организации в Японии. Турнир завершается победой «Первой старшей школы» в общем зачёте. |                  |                        |
| 5 | 10 апреля 2012   | ISBN 978-4-04-886522-7 |
| Арка летних каникул +1 (яп. 夏休み編+1 нацуясуми-хэн +1, Summer Vacation Arc +1) В томе содержатся истории о том, как разные персонажи провели летние каникулы. Тацуя с друзьями провели день на частном курорте Сидзуку Китаямы; Масаки Итидзё и Синкуро Китидзёдзи размышляют о своём поражении; Тацуя вспоминает поход по магазинам с Миюки. После чего в «Первой старшей школе» клубы начинают планировать смену руководства, Тацую просят убедить Адзусу Накадзё стать новым президентом студсовета. |                  |                        |
| 6 | 10 июля 2012     | ISBN 978-4-04-886700-9 |
| Арка Иокогамского инцидента (I) (яп. 横浜騒乱編＜上＞ Ёкохама со:ран-хэн (дзё), Yokohama Disturbance Arc (I)) Тацую просят принять участие в научной школьной конференции. В то же время мачеха обращается к нему за помощью с анализом артефакта, способного запоминать магию. Чэнь Сяншань, капитан армии Великого Азиатского альянса, командует группой, пытающейся украсть этот артефакт. Двое учеников «Первой старшей школы», связанных с Чэнем, пытаются украсть информацию школьного проекта, но оказываются пойманы. |                  |                        |
| 7 | 10 сентября 2012 | ISBN 978-4-04-886701-6 |
| Арка Иокогамского инцидента (II) (яп. 横浜騒乱編＜下＞ Ёкохама со:ран-хэн (гэ), Yokohama Disturbance Arc (II)) Конференция начинается в Иокогаме, и армия под началом Чэня устраивает атаку на город. В ходе боя сила Тацуи и его военное звание становятся известны его ближнему окружению; битва завершается, когда Тацуя использует взрыв материи — магию стратегического уровня — для уничтожения корабля вторжения, а потом и всей гавани Великого Азиатского альянса. |                  |                        |
| 8 | 10 декабря 2012  | ISBN 978-4-04-891158-0 |
| Арка воспоминаний (яп. 追憶編 цуиоку-хэн, Recollection Arc) Мая Ёцуба, тётя главных героев, вызывает Тацую и Миюки, чтобы обсудить последние события. Миюки вспоминает о том, как её отношения с Тацуей достигли текущего положения. Три года назад Тацуя, Миюки, их мать Мия и телохранитель по имени Хонами Сакураи отдыхали на Окинаве. Там Миюки потеплела к Тацуе, ранее выглядевшим в её глазах странным отчуждённым мальчишкой, а Тацуя подружился с майором Кадзамой Харунобу. В то же время попытка вторжения Великого Азиатского альянса привела к смерти Хонами, но была остановлена Тацуей с помощью взрыва материи. В настоящем же Мая предупреждает Тацую, что Соединенные Штаты Северной Америки (СШСА) заинтересовались его взрывом материи. |                  |                        |
| 9 | 10 марта 2013    | ISBN 978-4-04-891423-9 |
| Арка гостя (I) (яп. 来訪者編＜上＞ райхо:ся-хэн (дзё:), Visitor Arc (I)) Вследствие эксперимента с чёрной дырой в СШСА многие военные дезертировали на сторону Японии. Военное подразделение Stars отправляется по их следам с целью уничтожения дезертиров и расследования информации о маге, способном на взрыв материи. Анжелина Кудо Шилдс проникает в «Первую старшую школу», чтобы шпионить за Тацуей и Миюки. Со временем ненормальные способности дезертиров и их действия привлекают внимание японских магических кланов. После столкновения с Анжелиной и одним из дезертиров Тацуя обещает молчать в обмен на информацию с их стороны. |                  |                        |
| 10 | 7 июня 2013      | ISBN 978-4-04-891609-7 |
| Арка гостя (II) (яп. 来訪者編＜中＞ райхо:ся-хэн (тю:), Visitor Arc (II)) Тэцуя выясняет, что дезертиры одержимы разумными энергетическими созданиями, пришедшими из магического измерения в ходе эксперимента с чёрной дырой и прозванными «паразитами». Когда один из паразитов проникает в школу, он оказывает побежден командой Тацуи и проникает в андроид по имени Пикси; на паразите отпечатываются чувства Хоноки и он решает служить Тацуе. В то же время СШСА начинает подозревать, что Тацуя — тот, кто скрывается за взрывом материи, и приказывает Анжелине убить его. |                  |                        |
| 11 | 10 августа 2013  | ISBN 978-4-04-891610-3 |
| Арка гостя (III) (яп. 来訪者編＜下＞ райхо:ся-хэн (гэ), Visitor Arc (III)) Тацуя побеждает Анжелину, тогда как клан Ёцуба заставляет Stars остаться в стороне. Зная, что 11 других паразитов постараются вернуть Пикси, команда Тацуи использует её в качестве наживки. Несколько кланов пытаются поймать паразитов, что приводит к крупномасштабному сражению. Всё заканчивается, когда Тацуя и Миюки уничтожают девять паразитов, а два оставшихся оказываются в руках кланов Ёцуба и Кудо. В школе начинается новый учебный год. Мая назначает Минами Сакураи телохранителем Миюки. |                  |                        |
| 12 | 10 октября 2013  | ISBN 978-4-04-866003-7 |
| Арка двойной семёрки (яп. ダブルセブン編 дабуру сэбун-хэн, Double Seven Arc) Второй год обучения для Тацуи и Миюки. Один из учеников, Такуми Сиппо, невзлюбил близнецов Касуми и Идзуми Саэгуса. Со временем команде Тацуи удается справиться с заносчивостью Такуми. Тем временем Чжоу Гунцзинь и клан Саэгуса сговариваются, чтобы добиться от СМИ порицания японских магов, подставив «Первую старшую школу», но у этого оказываются последствия, стоит Тацуе узнать об их плане и раскрыть схему магически управляемого источника энергии. Случайно Тацуя также мешает убийству известной актрисы, пока разбирается с Такуми. |                  |                        |
| 13 | 10 апреля 2014   | ISBN 978-4-04-866507-0 |
| Арка стиплчейза (яп. スティープルチェース編 сути:пурутэ:су-хэн, Steeplechase Arc) Клан Кудо сумел создать андроидов, управляемых паразитами. Для тестирования этого оружия они решили установить их в качестве препятствий в соревновании стиплчейза на турнире девяти школ. Зная, какие проблемы это оружие доставит Миюки, Тацуя проникает на территорию соревнования и нейтрализует их до прибытия других участников. В то же время Чжоу пытается подорвать работу паразитов, чтобы дискредитировать образ магов и осудить Ёцубу; в ответ Ёцуба объявляет охоту на него. |                  |                        |
| 14 | 10 сентября 2014 | ISBN 978-4-04-866860-6 |
| Арка восстания древнего города (I) (яп. 古都内乱編＜上＞ кото найран-хэн (дзё:), Ancient City Insurrection Arc (I)) Тацуе приказывают принять участие в охоте на Чжоу. Различная информация указывает на то, что он скрывается среди магов-традиционалистов. Тацуя запрашивает помощь у клана Кудо, знакомого с ними. С Минору Кудо во главе группа Тацуи сталкивается с традиционалистами в Наре, но так и не находят Чжоу, так что единственным возможным местом его нахождения становится Киото. В то же время глава клана Саэгуса отправляет убийц за Чжоу, чтобы уничтожить любые возможные доказательства их союза. Но погибает именно подосланный ассасин, из-за чего Маюми просит Тацую найти его убийцу. |                  |                        |
| 15 | 10 января 2015   | ISBN 978-4-04-869167-3 |
| Арка восстания древнего города (II) (яп. 古都内乱編＜下＞ кото найран-хэн (гэ), Ancient City Insurrection Arc (II)) Тацуя с друзьями пытаются найти Чжоу в Киото и в итоге загоняют его в угол. Чжоу решает покончить с собой, заявляя, что некто другой продолжит его дело. Успех Тацуи заставляет презирающих его членов Ёцубы позволить Майе исполнить её план. |                  |                        |
| 16 | 9 мая 2015       | ISBN 978-4-04-865116-5 |
| Арка наследования Ёцубы (яп. 四葉継承編 Ёцуба кэйсё:-хэн, Yotsuba Succession Arc) Миюки вызывают на новогоднюю встречу клана Ёцуба, чтобы официально объявить её наследницей клана. Несколько членов семей бункэ пытаются помешать присутствию девушки, так как это автоматически повысит статус Тацуи. После их прибытия Миюки объявляют наследницей клана и раскрываются обстоятельства рождения Миюки и Тацуи. Хотя они и рождены из одинаковых гамет, Миюки была генетически модифицирована, чтобы запечатать силы Тацуи. На следующей встрече Мая объявляет о помолвке между Тацуей и Миюки. |                  |                        |
| 17 | 8 августа 2015   | ISBN 978-4-04-865313-8 |
| Арка конференции глав кланов (I) (яп. 師族会議編＜上＞ сидзоку кайги-хэн (дзё:), Master Clan Conference Arc (I)) Тацуя и Миюки привыкают к своей повседневной жизни после того, как их связь с Ёцубой и их помолвка становятся известны всем. В то же время проходит встреча между главами десяти кланов, на которой обсуждают три основных вопроса: возможные члены кланов, свадьба Тацуи и Миюки и союз Саэгусы с погибшим Чжоу. Дзидо Хэйгу, лидер криминальной группы и босс Чжоу, организует несколько акций, включающих взрывы, направленные против десяти кланов, чтобы дискредитировать магов. |                  |                        |
| 18 | 10 ноября 2015   | ISBN 978-4-04-865512-5 |
| Арка конференции глав кланов (II) (яп. 師族会議編＜中＞ сидзоку кайги-хэн (тю:), Master Clan Conference Arc (II)) План Дзидо срабатывает, вдохновляя преступления на почве ненависти против магов по всему миру. Кланы планируют успокоить публику и поймать Дзидо. Том завершается на том, что Миюки с друзьями приходится защищаться от группы анти-магов. |                  |                        |
| 19 | 10 марта 2016    | ISBN 978-4-04-865809-6 |
| Арка конференции глав кланов (III) (яп. 師族会議編＜下＞ сидзоку кайги-хэн (гэ), Master Clan Conference Arc (III)) На помощь Миюки прибывает Тацуя и нейтрализует группу анти-магов. Рядом с Миюки Тацуя использует все свои силы, чтобы найти Дзидо и сообщить о его местонахождении Ёцубе. Кланы собирают отряд, чтобы поймать Дзидо, но он оказывается убит СШСА в ходе операции. |                  |                        |
| 20 | 10 сентября 2016 | ISBN 978-4-04-892318-7 |
| Арка беспорядков в Южном море (яп. 南海騒擾編 нанкай со:дзё:-хэн, South Sea Riot Arc) Япония завершила постройку искусственного острова в Окинаве, чтобы добывать ресурсы из океана. В ответ ячейка повстанцев из Великого Азиатского альянса и австралийские военные начинают работать вместе, чтобы уничтожить его ради баланса мировых сил. Ёцуба отправляют Тацую, чтобы успокоить восставших и защитить остров. В то же время неподалеку проходит выпускной «Первой старшей школы». В ходе атаки на остров ученики вмешиваются и ловят восставших. |                  |                        |
| 21 | 10 февраля 2017  | ISBN 978-4-04-865809-6 |
| Арка пролога к беспорядкам (I) (яп. 動乱の序章編＜上＞ до:ран но дзёсё:-хэн (дзё:), Prologue of Disturbance Arc (I)) Использование стратегического мага правительством Бразилии влечёт за собой хаос и страх перед магией среди не-магов по всему миру, провоцируя холодную войну. Новый Советский Союз атакует японский флот, заставляя Тацую вмешаться. Атмосфера между сверхдержавами становится всё более напряженной, СШСА и Новый Советский Союз строят планы по нейтрализации Тацуи. |                  |                        |
| 22 | 9 июня 2017      | ISBN 978-4-04-892949-3 |
| Арка пролога к беспорядкам (II) (яп. 動乱の序章編＜下＞ до:ран но дзёсё:-хэн (гэ), Prologue of Disturbance Arc (II)) Клан Тояма, известный верностью правительству, оценивает Тацую как угрозу. Несколько секретных агентов во главе с Цукасой Тояма используются для оценки способностей Тацуи и нахождения мер противодействия ему, если он когда-либо станет врагом страны. В ответ Мая приказывает Тацуе ворваться на базу Тоямы и освободить захваченных солдат СШСА, базировавшихся в Японии; он с успехом справляется с заданием и Тояма прекращает операцию, выяснив, что клан Дзюмондзи может остановить Тацую. |                  |                        |
| 23 | 10 августа 2017  | ISBN 978-4-04-893281-3 |
| Арка изоляции (яп. 孤立編 корицу-хэн, Isolation Arc) |                  |                        |
| 24 | 10 марта 2018    | ISBN 978-4-04-893686-6 |
| Арка побега (I) (яп. エスケープ編＜上＞ эсукэ:пу-хэн (дзё:), Escape Arc (I)) |                  |                        |
| 25 | 10 апреля 2018   | ISBN 978-4-04-893792-4 |
| Арка побега (II) (яп. エスケープ編＜下＞ эсукэ:пу-хэн (гэ), Escape Arc (II)) |                  |                        |
| 26 | 10 августа 2018  | ISBN 978-4-04-893970-6 |
| Арка вторжения (яп. インベージョン編 инбэ:дзён-хэн, Invasion Arc) |                  |                        |
| 27 | 10 ноября 2018   | ISBN 978-4-04-912163-6 |
| Арка неожиданного изменения (яп. 急転編 кю:тэн-хэн, Sudden Change Arc) |                  |                        |
| 28 | 10 апреля 2019   | ISBN 978-4-04-912560-3 |
| Арка преследования (I) (яп. 追跡編＜上＞ цуисэки-хэн (дзё:), Pursuit Chapter (I)) |                  |                        |
| 29 | 8 июня 2019      | ISBN 978-4-04-912571-9 |
| Арка преследования (II) (яп. 追跡編＜下＞ цуисэки-хэн (гэ), Pursuit Chapter (II)) |                  |                        |
| 30 | 10 сентября 2019 | ISBN 978-4-04-912738-6 |
| Арка спасения (яп. 奪還編 даккан-хэн, Rescue Chapter) |                  |                        |
| 31 | 10 апреля 2020   | ISBN 978-4-04-913067-6 |
| Арка будущего (яп. 未来編 мирай-хэн, Future Chapter) |                  |                        |
| 32 | 10 сентября 2020 | ISBN 978-4-04-913253-3 |
| Арка жертвоприношения/выпускного (яп. サクリファイス編 / 卒業編 сакурифайсу-хэн/соцугё:-хэн, Sacrifice/Graduation Chapter) |                  |                        |

### Манга
The Irregular at Magic High School получило несколько манга-адаптаций разными художниками и издателями; каждая адаптация покрывает одну из сюжетных арок оригинального ранобэ. Первая адаптация была для «Арки поступления», созданная Фумино Хаяси и Цуной Китауми.
| Название арки                  | Автор(ы)                                                         | Журнал        | Журнал                       | Танкобон     | Танкобон                      |
| Название арки                  | Автор(ы)                                                         | Журнал        | Выпуски                      | Кол-во томов | Даты выхода                   |
| ------------------------------ | ---------------------------------------------------------------- | ------------- | ---------------------------- | ------------ | ----------------------------- |
| Арка поступления               | Фумино Хаяси Цуна Китауми                                        | GFantasy      | Январь 2012 - октябрь 2013   | 4            | Сентябрь 2012 — декабрь 2013  |
| Арка турнира девяти школ       | Цуна Китауми                                                     | GFantasy      | Ноябрь 2013 — июнь 2016      | 5            | Апрель 2014 — июль 2016       |
| Арка Иокогамского инцидента    | Гин Амау                                                         | GFantasy      | Ноябрь 2013 — октябрь 2015   | 5            | Апрель 2014 — ноябрь 2015     |
| Арка воспоминаний              | Ваки Икава                                                       | Dengeki Daioh | Апрель 2014 — сентябрь 2015  | 3            | Июнь 2014 — сентябрь 2015     |
| Арка гостя                     | Гин Амау                                                         | GFantasy      | Декабрь 2015 — сентябрь 2019 | 7            | Июль 2016 — сентябрь 2019     |
| Арка двойной семёрки           | Цуна Китауми                                                     | GFantasy      | Октябрь 2016 — июль 2019     | 3            | Сентябрь 2017 — сентябрь 2019 |
| Арка летних каникул            | Юдзуки Н. Дэш                                                    | Dengeki Daioh | Октябрь 2016 — декабрь 2017  | 3            | Февраль 2017 — февраль 2018   |
| Арка президентских выборов     | Юдзуки Н. Дэш                                                    | Dengeki Daioh | Июнь 2018 — ноябрь 2018      | 1            | Октябрь 2018                  |
| Арка стиплчейза                | Нобу Аонаги                                                      | Dengeki Daioh | Май 2019 — н. в.             | 3            | Ноябрь 2019 — н. в.           |
| Арка восстания древнего города | Юдзуки Н. Дэш                                                    | Dengeki Daioh | Май 2019 — 27 января 2022    | 3            | Ноябрь 2019 — н. в.           |
| Арка наследования Ёцубы        | Цуна Китауми (художник), Фумино Хаяси и Тиаки Нагаока (сценарий) | GFantasy      | Декабрь 2019 — 18 марта 2022 | 1            | Сентябрь 2020                 |
| Арка конференции глав кланов   | Хадзуми Такэда                                                   | GFantasy      | Апрель 2020 — н. в.          | 1+           | Сентябрь 2020                 |

Своя манга-версия есть также у спин-офф ранобэ The Irregular at Magic High School: Tatsuya Shiba Assassination Plot. Её автором стал Юю Итино. Первая глава была опубликована в июльском номере за 2019 год Monthly Comic Alive. На июнь 2020 года вышло два танкобона.
На основе полнометражного аниме-фильма также была выпущена манга. Её автором стал Pinakes. Она выходит в журнале Dengeki Daioh с 26 августа 2017 года до августа 2018 года. Было выпущено 2 тома.
Кроме того, было выпущено несколько спин-офф манг. The Honor Student at Magic High School (яп. 魔法科高校の優等生 Махо:ка ко:ко: но ю:то:сэй), созданная Ю Мори, начала печататься в июньском выпуске Dengeki Daioh 2012 года. Она рассказывает историю с точки зрения Миюки. Всего издано 11 томов, последний из которых вышел 10 сентября 2020 года. Ёнкома The Irregular at Magic High School: Yonkoma-hen (яп. 魔法科高校の劣等生 よんこま編 Махо:ка ко:ко: но рэтто:сэй: Ёнкома-хэн) за авторством Тамаго публикуется в Comic Dengeki Daioh "G" с апреля 2014 года, на сентябрь 2020 года было выпущено 6 томов.

### Аниме
Аниме-экранизация ранобэ была анонсирована в ходе осеннего фестиваля Dengeki Bunko 5 октября 2013 года. За его создание взялась студия Madhouse, режиссёром стал Манабу Оно. Премьерная трансляция сериала осуществлялась с апреля по октябрь 2014 года на телеканалах Tokyo MX, GTV и GYT, после чего его показали еще 9 сетей и стриминговых сервисов. Сериал был издан на десяти DVD и Blu-ray дисках, выпущенных с июля 2014 по апрель 2015 года. LiSA исполнила первую начальную песню «Rising Hope».
В 19 томе ранобэ, вышедшем в марте 2016 года, было объявлено о создании полнометражного аниме-фильма The Irregular at Magic High School The Movie: The Girl Who Calls the Stars (яп. 劇場版 魔法科高校の劣等生 星を呼ぶ少女 Гэкидзё:бан Махо:ка ко:ко: но рэтто:сэй хоси о ёбу сё:дзё). Сценарий к фильму создал автор оригинала Цутому Сато. Премьера прошла в Японии 17 июня 2017 года. Режиссёром фильма выступила Рисако Ёсида, за анимацию отвечала студия Eight Bit. Остальная команда осталось той же, что и в аниме-сериале.
6 октября 2019 года на фестивале «Dengeki Bunko Aki no Namahōsō Festival» было объявлено о выпуске второго сезона аниме-сериала, который должен был стать адаптацией «Арки гостя». Изначально старт показа планировался на июль 2020 года, но был отложен на 4 октября 2020 года из-за пандемии COVID-19. Производством занялась та же команда, что работала над фильмом. ASCA исполнила начальную песню «Howling», а Мики Сато — завершающую «Na mo Nai Hana».

#### Список серий
| Список экранизированных арок | Список экранизированных арок | Список экранизированных арок                                             | Список экранизированных арок       |
| Сезон                        | № серии                      | Название арки                                                            | Трансляция в Японии                |
| ---------------------------- | ---------------------------- | ------------------------------------------------------------------------ | ---------------------------------- |
| 1                            | 1-7                          | Поступление // Enrollment «Nyūgaku» (入学)                               | 6 апреля - 18 мая 2014 года        |
| 1                            | 8-18                         | Турнир девяти школ // Nine Schools Competition «Kyūkōsen» (九校戦)       | 25 мая - 3 августа 2014 года       |
| 1                            | 19-26                        | Иокогамский инцидент // Yokohama Disturbance «Yokohama Sōran» (横浜騒乱) | 10 августа - 28 сентября 2014 года |
| 2                            | 1-13                         | Гость // Visitor «Raihō-sha» (来訪者)                                    | 4 октября - 28 сентября 2020 года  |
| Спец                         | 1                            | Арка воспоминаний // Reminiscence Arc «Tsuioku-hen» (追憶編)             | 1 января 2022 года                 |

### Игры
На основе произведения было выпущено три видеоигры. Первую — The Irregular at Magic High School: Out of Order — издала Bandai Namco Entertainment. Это 3D файтинг для PlayStation Vita, вышедший 25 декабря 2014 года. Вторая игра The Irregular at Magic High School: School Magicus Battle (яп. スクールマギクスバトル суку:ру магикусу батору) — jRPG от Mobage, вышедшая на Android, iOS и фичерфонах 9 июня 2014 года. Третья — The Irregular at Magic High School: Lost Zero — создана BeXide и издана Square Enix для Android и iOS 4 сентября 2014 года.

## Критика
Ранобэ получило положительные отзывы. Оно заняло 7 место в опросах Sugoi Japan 2015 и с 2011 года является одним из самых продаваемых в Японии. На 2017 год оно было распродано общим числом в 7,7 млн копий. Кроме того, аниме и манга также попадали в чарты самых продаваемых произведений.
Первый сезон аниме получил смешанные отзывы. Одни критики назвали его тёмной лошадкой, неожиданным претендентом на звание «аниме года», другие сочли, что аниме не смогло полностью раскрыть свой потенциал. Похвалу заслужили система магии как технологии и сюжет. Отмечена была и критика системы стандартизированных тестов из арки поступления. Среди основных недостатков указывали экспозицию: временами слишком подробную, но часто так и не объясняющую всё так, чтобы было легко понятно зрителю. Противоречивая оценка была дана персонажам. Техническое исполнение тоже вызвало расхождение во мнениях, критики отметили, что некоторые зрители безусловно будут разочарованы.